# Herb Oleśnicy (województwo świętokrzyskie)
Herb Oleśnicy – jeden z symboli miasta i gminy Oleśnica.

## Wygląd i symbolika
Herb przedstawia na tarczy w polu czerwonym srebrny krzyż na całej szerokości tarczy, a w polu lewym dolnym srebrną łękawicę. Jest to godło z herbu Dębno, którym posługiwali się właściciele miasta, ród Oleśnickich. 